# 1148

## Události
- v rámci reconquisty dobytí Tortosy
- v Provence založen cisterciácký klášter Sénanque
- v Norwichi Židé obviněni z ukřižování křesťanského dítěte
- kníže Vladislav II. se vrátil z křížové výpravy
- založen německý cisterciácký klášter Eußerthal

## Narození
- ? – Béla III. Uherský, uherský král († 24. dubna 1196)

## Úmrtí
- 15. dubna – Alfons Jordan z Toulouse, hrabě z Tripolisu, Toulouse, Rouergue a markýz provensálský (* 1103)
- 8. září – Vilém ze Saint-Thierry, mystik a autor duchovních knih (* 1075)
- 2. listopadu – Svatý Malachiáš, irský arcibiskup v Armaghské diecézi (* 1094)
- ? – Ulvhild Håkansdotter, dánská a dvakrát švédská královna jako manželka Inge II., Nielse Dánského a Sverkera I. (* asi 1095)

## Hlavy států
- České knížectví – Vladislav II.
- Svatá říše římská – Konrád III.
- Papež – Evžen III.
- Anglické království – Štěpán III. z Blois
- Francouzské království – Ludvík VII.
- Polské knížectví – Boleslav IV. Kadeřavý
- Uherské království – Gejza II.
- Kastilské království – Alfonso VII. Císař
- Rakouské markrabství – Jindřich II. Jasomirgott
- Byzantská říše – Manuel I. Komnenos